# Cinara togyuensis
Cinara togyuensis är en insektsart. Cinara togyuensis ingår i släktet Cinara och familjen långrörsbladlöss. Inga underarter finns listade i Catalogue of Life.